# Аронович, Рикардо
Рикардо Аронович (исп. Ricardo Aronovich, 4 января 1930, Буэнос-Айрес) — аргентинский и французский кинооператор.

## Биография
Дебютировал в короткометражном кино в 1959. Снял около 90 документальных и игровых кино- и телефильмов с режиссёрами разных стран. С 1970 работал по преимуществу во Франции, преподавал в Институте высших кинематографических исследований в Париже, с 1985 — во Французской Национальной киношколе (La Fémis).
Состоит в ассоциациях кинематографистов трех стран — Аргентины, Бразилии и Франции.

## Избранная фильмография
- 1964: Vereda de Salvação (Ансельму Дуарте, номинация на Золотого медведя Берлинского кинофестиваля)
- 1964: Os Fuzis (Руй Герра)
- 1967: Los Contrabandistas (Уго Сантьяго, по сценарию Борхеса)
- 1969: Ternos Caçadores (Руй Герра)
- 1969: Invasión (Уго Сантьяго, сценарий Борхеса и Бьоя Касареса)
- 1971: Le Souffle au coeur/ Порок сердца (Луи Малль)
- 1971: The Sandpit Generals/ Генералы песчаных карьеров (Холл Бартлетт, по роману Жоржи Амаду)
- 1972: Jaune le soleil (Маргерит Дюрас)
- 1972: Chère Louise (Филипп Де Брока)
- 1972: L’Attentat (Ив Буассе)
- 1974: Les Autres (Уго Сантьяго, сценарий Борхеса и Бьоя Касареса)
- 1975: L’Important c’est d’aimer/ Главное — любить (Анджей Жулавский)
- 1976: Lumière (Жанна Моро)
- 1977: Providence/ Провидение (Ален Рене, номинация на премию Сезар)
- 1978: El Recurso del método (Мигель Литтин, по роману А.Карпентьера)
- 1979: Écoute voir (Уго Сантьяго)
- 1979: Clair de femme (Коста-Гаврас)
- 1981: Vrijdag (Хьюго Клаус)
- 1981: Die Ortliebschen Frauen (Люк Бонди)
- 1981: Chanel Solitaire (Джордж Каззендер)
- 1982: Missing/ Пропавший без вести (Коста-Гаврас)
- 1983: Le Bal/ Бал (Этторе Скола, номинация на премию Сезар)
- 1983: Ханна К. / Hanna K. (Коста-Гаврас)
- 1986: Les Trottoirs de Saturne (Уго Сантьяго, сценарий Хуана Хосе Саэра)
- 1987: La Famiglia (Этторе Скола)
- 1990: Плот Медузы (Le Radeau de la Méduse)
- 1990: The Man Inside (Бобби Рот)
- 1992: Le Batteur du boléro/ Ударник болеро (Патрис Леконт)
- 1995:  Mecánicas Celestes/ Небесная механика (Фина Торрес)
- 1997: El Impostor (Алехандро Маси)
- 1999: Обретённое время (Рауль Руис, по роману Пруста)
- 2002: The Tragedy of Hamlet (Питер Брук, по Шекспиру, телевизионный)
- 2004: Yo puta/ Шлюха (Мария Лидон)
- 2006: Klimt/ Климт (Рауль Руис)
- 2006: Moscow Zero/ Москва-ноль (Мария Лидон)
- 2008: Love and Virtue (Рауль Руис)
- 2010: A Closed Book (Рауль Руис)

## Книги
- Exposer une histoire. Paris: Dujarric, 2003